# Bourne (rivière d'Angleterre)
Pour les articles homonymes, voir Bourne.
La rivière Bourne est une rivière anglaise, de Angleterre du Sud-Est, du comté anglais du Wiltshire et est un affluent gauche du fleuve côtier l'Avon.

## Géographie
De 34 km de longueur.

## Hydrologie
Son régime hydrologique est dit pluvial océanique.

## Galerie

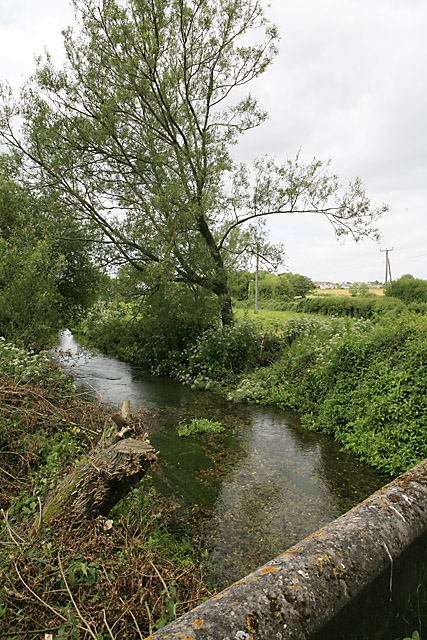
La Bourne au pont routier du village de Ford.
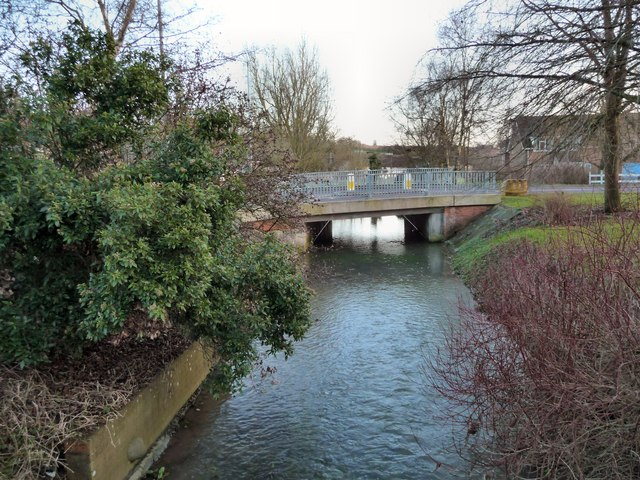
Pont sur la Bourne à Collingbourne Ducis.
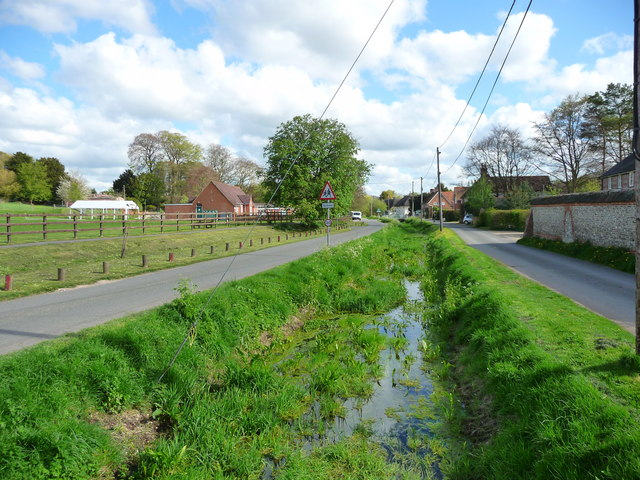
la Bourne à "Newton Tony".
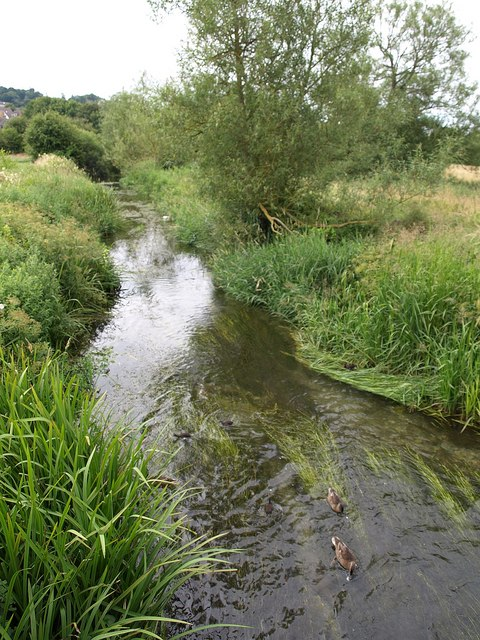
La Bourne entre Laverstock and Bishopsdown.
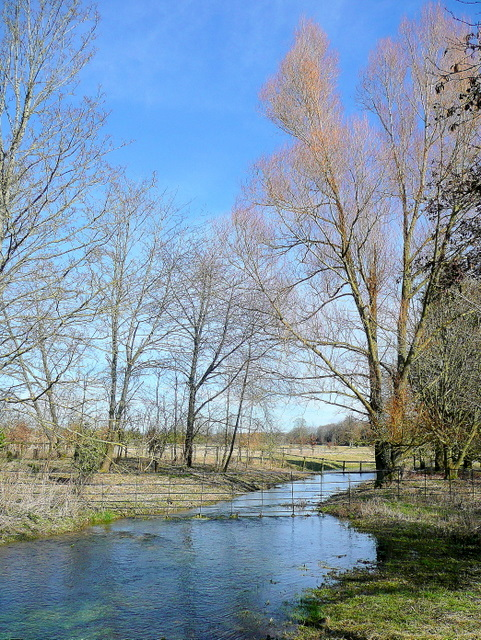
la Bourne à "Newton Tony".
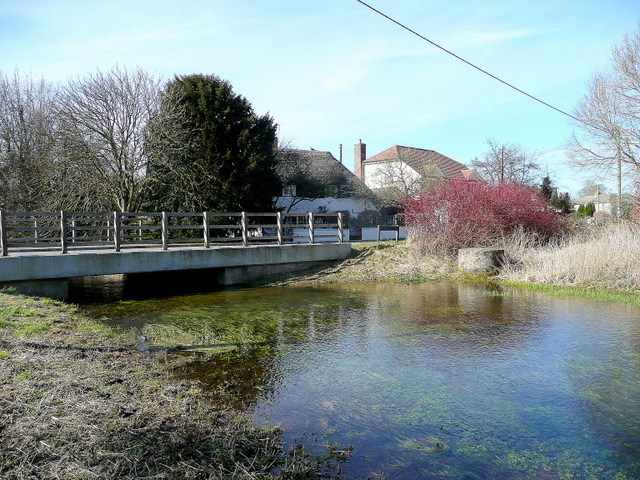
la Bourne à "Newton Tony".
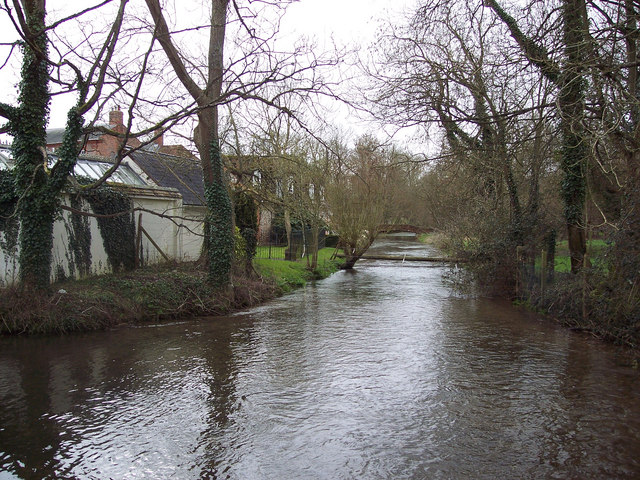
la Bourne à "Winterbourne Dauntsey".
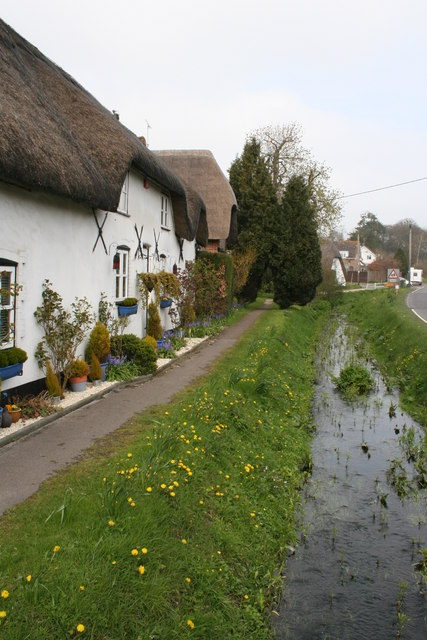
la Bourne près d'un cottage.
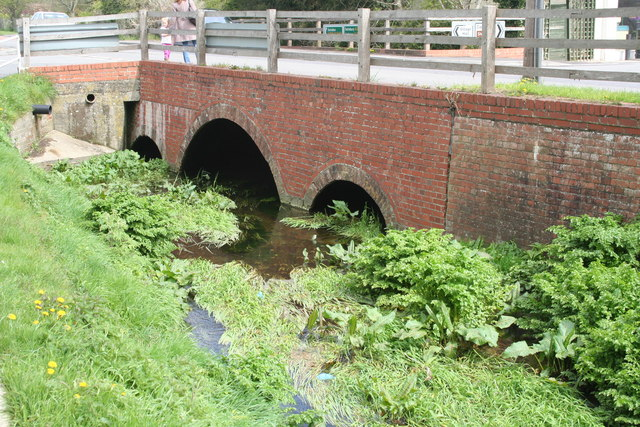
pont routier sur la Bourne.